# جيمس دين برادفيلد
جيمس دين برادفيلد (بالإنجليزية: James Dean Bradfield)‏ هو عازف بيانو وكاتب أغاني وعازف قيثارة ومغني ومغن مؤلف وطبال بريطاني، ولد في 21 فبراير 1969 في Pontypool ‏ في المملكة المتحدة.

## وصلات خارجية
- الموقع الرسمي
- جيمس دين برادفيلد على موقع IMDb (الإنجليزية)
- جيمس دين برادفيلد على موقع ميوزك برينز (الإنجليزية)
- جيمس دين برادفيلد على موقع أول ميوزيك (الإنجليزية)
- جيمس دين برادفيلد على موقع ديسكوغز (الإنجليزية)
- جيمس دين برادفيلد على موقع قاعدة بيانات الفيلم (الإنجليزية)